# Okan Alkan
Okan Alkan (Mardin, 1 oktober 1992) is een Turks voetballer. 
Hij debuteerde op 29 augustus 2010 voor Fenerbahçe SK. In 2011 werd hij door zijn ploeg uitgeleend aan Kayserispor. Alkan kwam uit voor verschillende selecties van nationale jeugdelftallen. Zijn positie is rechtsachter of rechtermiddenvelder.
1 Eğribayat ·
4 Söyüncü ·
5 Yüksek ·
6 Djiku ·
8 Yandaş ·
9 Džeko  ·
10 Tadić ·
13 Fred ·
16 Müldür ·
17 Kahveci ·
18 Kostić ·
19 En-Nesyri ·
21 Osayi-Samuel ·
22 Mercan ·
23 Tosun ·
24 Oosterwolde ·
33 Carlos ·
34 Amrabat ·
37 Škriniar ·
40 Livaković ·
50 Becão ·
53 Szymański ·
54 Çetin ·
70 Aydın ·
77 Mimović ·
94 Talisca ·
95 Akçiçek ·
97 Saint-Maximin ·
Coach: Mourinho